# Língua gavar
Gavar (também conhecido como Gawar, Gouwar, Gauar, Rtchi, Kortchi, Ma-Gavar) é uma língua falada em Camarões na região Extremo Norte.

## Falantes
Gawar é um membro do ramo chádico da família de línguas afro-asiáticas. É falado por cerca de 15 mil pessoas na região do extremo norte de Camarões, particularmente na cidade de Mogodé e nas cidades de Gawar e Mokolo no departamento de Mayo-Tsanaga.

## Outros nomes
Gawar também é conhecido como Gavar, Gouwar, Gauar, Rtchi, Kortchi ou Ma-Gavar. Existem duas variedades principais de Gawar: Gavar-Foulbé, que é falado principalmente na cidade de Gawar, e Gavar-Hosséré, que é falado principalmente nas duas de Mogodé.

## Escrita
Alfabeto latino completo sem Q e sem a vogal O. Usam-se as formas ŋ, Ɓ, Ə, ŋg, ŋgw, ŋw, Dz, Gh, Ghw, Gw, Hw, Mb, Mgb, Nd, Ndz, Nj, Pt, Sh, Sl, Ts, Vb, Zh, Zl, ‘W.

## Amostra de texto
Gwambakw age á tadzaɓa zli ta a damə. Nivindi a ndaha grata á kafatəɓa zli ta. Vandə madagal ta tə, Vandə madagal ta tə, pahw pahw á pahw bəza. Vandə madagal ma ɓizhaheji. Ndə a kaɓizi guva madagal ata ŋ tə, guva mafeŋ a gwambakw age: «Kəsleperep a Vandə, gizlibirip a gwambakw age.» Ndəɗa ŋtuk a ɓizh, gwambakw age, sar, sar á sarə ŋ ta ɓraŋ, á tazlapanə akas.
Português
Os sapos mataram sua carne no mato. O esquilo veio e os viu abatendo sua carne. O grande Vandi está chegando, o grande Vandi está chegando, eles cortaram tudo. Foi o grande Vandi que compartilhou com as pessoas. Ele dividiu a grande parte para si mesmo, a pequena parte para os sapos. “Pequeno para Vandi, grande para sapos.” Quando ele terminou de compartilhar, os sapos viram que para eles era pequeno, mas não disseram nada.